# Interkalacja
Interkalacja (łac. intercalatio = wstawienie) – dodanie dodatkowych dni lub miesięcy w roku kalendarzowym.

## Kalendarze słoneczne (solarne)
Czas obiegu Ziemi wokół Słońca (rok zwrotnikowy) w przybliżeniu trwa 365,25 dób. Rok kalendarzowy zwykle zawiera jednak 365 dób. Aby wyrównać tę różnicę, w wielu kalendarzach raz na cztery lata dodawana jest dodatkowa doba. Rok taki liczy 366 dób i nazywany jest rokiem przestępnym. W stosowanym w Europie od starożytności niemal do czasów nowożytnych kalendarzu juliańskim ta dodatkowa doba dodawana jest w lutym.

## Kalendarze księżycowo-słoneczne (lunisolarne) i księżycowe (lunarne)
Rok zwrotnikowy nie ma całkowitej liczby miesięcy księżycowych (synodycznych), dlatego kalendarze księżycowo-słoneczne mają zmienną liczbę miesięcy w roku. Rok ma 12 miesięcy, jednak czasem jest dodawany 13 miesiąc.
Czas, kiedy ma nastąpić interkalacja, może być wyliczony (w kalendarzach juliańskim, gregoriańskim i żydowskim) albo określony przez obserwacje (w kalendarzu irańskim).